# Солдатское (Калининградская область)
Солдатское — посёлок в Багратионовском районе Калининградской области. Входит в состав Гвардейского сельского поселения.

## История
В 1946 году деревни Левиттен, Пильгрим и Швеллинен были объединены в посёлок Солдатское.

## Население
| 2002 | 2010 |
| ---- | ---- |
| 28   | ↘27  |

В 1910 году проживало 362 человек.